# Manhattan Soccer Club
Manhattan Soccer Club é uma clube americano de futebol com sede na cidade de Nova York.  Em dezembro de 2018, o Manhattan SC lançou um time adulto que compete na USL League Two.

## História
A equipe adulta foi fundada em dezembro de 2018 em Riverdale, Nova Iorque para representar a equipe juvenil de mesmo nome fundada em 1997, e que atualmente conta com mais de 80 times e 1500 jogadores com idades entre 3 e 23 anos na categoria de base do clube.
Estreou na USL League Two na temporada de 2019, ficando em terceiro lugar e não se classificando aos playoffs.